# 該隱站起來
《該隱站起來》（英語：Cain Rose Up）是一部由史蒂芬·金於1968年在《緬因大學文學雜誌》 上所連載的短篇小說，並於1985年收錄在短篇小說集《史蒂芬·金的故事販賣機》內，此故事曾四次透過一元寶貝計劃改編成非商業電影。

## 故事簡介
蓋瑞算是一個品學兼優的學生，但他認為宿舍內的室友都是態度懶散，沒有將來的學生。在學期尾的時候，他終於忍受不住這種生活，發了瘋用追擊槍射殺在操場的人，然後自殺。